# Perleberg
Perleberg er administrationsby i landkreis Prignitz beliggende i den nordvestlige del af den tyske delstat Brandenburg. Byen blev grundlagt i 1239 og har nu omkring 12.400 indbyggere.
Perleberg ligger i landskabet Prignitz ved floden Stepenitz. Perlebergs gamle by ligger på en ø af sandaflejringer mellem to flodarme af Stepenitz.
I den nordøstlige del af byen er der to bakker Golmer Berg på 83 m og Weiße Berg på 85 m.
Mod syd grænser byen til Perleberger Heide, et omkring syv kilometer bredt og 56 kilometer langt ufrugtbart område parallelt med Elben, hovedsageligt bevokset med fyrretræer. 
Større nabobyer er Wittenberge og Pritzwalk.

## Bydele og bebyggelser
- Dergenthin,
- Groß Linde,
- Lübzow,
- Rosenhagen,
- Gramzow,
- Spiegelhagen,
- Groß Buchholz,
- Wüsten-Buchholz,
- Düpow,
- Schönfeld,
- Quitzow
- Sükow.

I 1300-tallet havde byen et højdepunkt som medlem af Hanseforbundet. I 1523 var byen mønstringsplads for kurfyrste Joachim 1. af Brandenburg der ville støtte sin svoger Christian 2.s på at forsøg på at generobre tronen i Danmark. Trediveårskrigen var hård ved byen: ud af 3.500 indbyggere overlevede kun 300.